# Свирчово
Сви́рчово (болг. Свирчово) — село в Тирговиштській області Болгарії. Входить до складу общини Антоново.

## Населення
За даними перепису населення 2011 року у селі проживала 21 особа.
Розподіл населення за віком у 2011 році:
Динаміка населення: